# Episodi di South Park (tredicesima stagione)
La tredicesima stagione di South Park, composta da 14 episodi, è stata trasmessa negli Stati Uniti su Comedy Central dall'11 marzo al 18 novembre 2009.
L'edizione italiana è stata trasmessa su Comedy Central dal 2 settembre 2009 al 30 marzo 2010.
Tutti gli episodi sono stati scritti e diretti da Trey Parker.
| nº | Titolo originale      | Titolo italiano            | Prima TV USA     | Prima TV Italia   |
| -- | --------------------- | -------------------------- | ---------------- | ----------------- |
| 1  | The Ring              | L'anello                   | 11 marzo 2009    | 2 settembre 2009  |
| 2  | The Coon              | Il Procione                | 18 marzo 2009    | 2 settembre 2009  |
| 3  | Margaritaville        | Margaritaville             | 25 marzo 2009    | 9 settembre 2009  |
| 4  | Eat, Pray, Queef      | Mangia, prega, scoreggia   | 1º aprile 2009   | 9 settembre 2009  |
| 5  | Fishsticks            | Bastoncini di pesce        | 8 aprile 2009    | 16 settembre 2009 |
| 6  | Pinewood Derby        | Pinewood Derby             | 15 aprile 2009   | 16 settembre 2009 |
| 7  | Fatbeard              | Barbagrassa                | 22 aprile 2009   | 16 settembre 2009 |
| 8  | Dead Celebrities      | Morti celebri              | 7 ottobre 2009   | 9 marzo 2010      |
| 9  | Butters' Bottom Bitch | Le mignott-One di Butters  | 14 ottobre 2009  | 9 marzo 2010      |
| 10 | W.T.F.                | W.T.F.                     | 21 ottobre 2009  | 16 marzo 2010     |
| 11 | Whale Whores          | Vaffanculo, balene!        | 28 ottobre 2009  | 16 marzo 2010     |
| 12 | The F Word            | La parola che inizia per F | 4 novembre 2009  | 23 marzo 2010     |
| 13 | Dances with Smurfs    | Balla coi Puffi            | 11 novembre 2009 | 23 marzo 2010     |
| 14 | Pee                   | Pipì                       | 18 novembre 2009 | 30 marzo 2010     |

## L'anello
- Titolo originale: The Ring

### Trama
Con l'incredulità dei suoi compagni di classe, Kenny per la prima volta ha una ragazza, Tammy Warner della quinta elementare. Butters però comunica a tutti di aver sentito delle voci spiacevoli su Tammy che la dipingono come sessualmente promiscua. Gli amici di Kenny quindi si sentono in dovere di avvertirelo, prima che lei ferisca i suoi sentimenti. Inaspettatamente la notizia rende euforico Kenny, tanto da invitare Tammy a mangiare al ristorante T.G.I. Friday's dopo la scuola. Tammy confessa che i pettegolezzi che la riguardano sono veri: visibilmente pentita spiega di aver praticato del sesso orale con un suo compagno di classe, ma solo perché poco prima dell'accaduto vide su Disney Channel i Jonas Brothers causandole eccitazione sessuale e perdita di controllo. Kenny compra due biglietti per il prossimo concerto dei Jonas Brothers dichiarando i suoi secondi fini ai suoi amici. Stan, Kyle e Cartman sono disgustati dalle intenzioni di Kenny perché le statistiche dicono che il posto dove ci sono più batteri in assoluto sulla terra è la bocca di una donna americana. Perciò, sempre seguito dai suoi amici, Kenny va in farmacia per comprare dei preservativi. Kyle tenta comunque di dissuaderlo perché troppo giovane per il sesso. Al concerto le piccole fangirl (tra cui anche il signor Maso), sono euforiche ed eccitate. Dopo il concerto alcune di loro, tra cui Tammy, vengono invitate nel backstage dei Jonas Brothers pensando di dover praticare del sesso orale. Al contrario i tre ragazzi vogliono convincerle a indossare gli "anelli della purezza" che portano anche loro al dito. In questo modo si impegnano a rimanere puri e a non fare sesso fino al matrimonio, stando lontani da porcherie, dalle bestemmie e dalle sconcerie della televisione. Il giorno seguente Kenny, quando gli amici gli chiedono cosa è successo la sera precedente, visibilmente contrariato mostra l'anello della purezza che porta al dito, spiegandone il significato.
Dopo aver girato il nuovo videoclip di I've Got a Ring, il gruppo, che vorrebbe incentrare i propri concerti solo sulla musica anziché vendere volgarità in maniera velata, dichiara ai propri discografici di non voler più indossare gli anelli della purezza, anche se questo potrebbe rovinare l'immagine della Disney. Perciò i discografici avvertono il capo dell'azienda, il temutissimo Topolino, che intimidisce i Jonas Brothers picchiando a sangue uno di loro (per la precisione Joe). Quando Kenny viene sorpreso a comprare un DVD di Grey's Anatomy, i suoi amici si accorgono che è totalmente cambiato. Adirati interrompono la trasmissione televisiva di cui il gruppo è ospite, Good Morning Denver, accusandoli di vendere sesso alle adolescenti. Topolino, che intanto stava supervisionando la trasmissione, pensa siano scagnozzi di Michael Eisner o dipendenti della DreamWorks per boicottare la Disney, perciò li addormenta e li fa prigionieri. Quando i ragazzi riprendono conoscenza, si trovano nel backstage del concerto 3D del gruppo al Red Rocks Amphitheatre. Topolino li interroga rifiutandosi di credere che non siano scagnozzi di Eisner o della DreamWorks. Quando Topolino parla dei suoi secondi fini insultando i Jonas Brothers e i cristiani di cui sfrutta la stupidità per guadagnare denaro, i bambini di nascosto accendono i microfoni e aprono il sipario rendendo udibile il suo scioccante monologo a tutti gli spettatori, che abbandonano l'anfiteatro o cambiano canale. Topolino, inferocito per i milioni di cause legali che dovrà sborsare, si trasforma in un gigante sputafuoco, seminando il panico per la città di Morrison nel Colorado. Intanto Tammy e Kenny, ritornati normali, praticano del sesso orale provocando la morte di Kenny, infettato dalla sifilide sebbene abbia usato precauzioni.

## Il Procione
- Titolo originale: The Coon

### Trama
Ispirato ad uno scontro avvenuto a New York, Cartman decide di diventare un vigilante mascherato che si fa chiamare "Il Procione", le cui imprese “eroiche” consistono nel graffiare un uomo che a suo dire sembrava stesse per violentare una donna (in realtà la stava solo per riaccompagnare a casa) tanto che le forze di polizia della città non credono ad una sola parola del ragazzino travestito finché in città non appare un altro vigilante mascherato, stavolta ben più convincente, di nome Mysterion. Mysterion diventa in poco tempo l'idolo della città mentre il Procione rimane un derelitto, così Cartman decide di chiedere aiuto al Professor Chaos (ovvero Butters) per scoprire la sua identità. Seguendo il piano di Cartman, il Professor Chaos pubblica un video in cui minaccia di far saltare in aria un ospedale, a meno che Mysterion non riveli la sua identità.
Al cantiere, davanti alla cittadina, Mysterion e Chaos si affrontano, ma il Procione tradisce Chaos, che scappa piangendo. Alla stazione di polizia, Mysterion rivela la sua identità, tuttavia, visto che la faccia di quasi ogni studente di quarta elementare nello stile di animazione della serie sembra la stessa, l'identità di Mysterion non può essere determinata dal pubblico. Mysterion viene messo in prigione per essere un vigilante, mentre Il Procione pensa che il suo piano per diventare l'eroe ufficiale di South Park abbia funzionato.
L'episodio è una parodia dei film basati sui supereroi dei fumetti . Il cavaliere oscuro (2008), The Spirit (2008) e Watchmen (2009) sono i più citati, ma vi sono riferimenti anche a Spider-Man 3 (2007) e ad altre pellicole. Matt Stone disse che l'episodio fu concepito inizialmente come una parodia di Watchmen, ma che in seguito furono aggiunti elementi di altri fumetti. La musica usata nell'episodio "Il Procione" (The Coon) è ispirata a quella di James Newton Howard e Hans Zimmer, che realizzarono alle colonne sonore di Batman Begins (2005) e Il cavaliere oscuro. Per promuovere il Procione, Cartman usa un tagline simile a quello di Darkman, stampando magliette con la scritta "Chi è Il Procione?" " (Who is The Coon?). Il Procione e Mysterion parlano con voci profonde e minacciose similmente al Batman di Christian Bale nella trilogia del cavaliere oscuro e al Rorschach di Jackie Earle Haley in Watchmen.

## Margaritaville

### Trama
Stan va in banca per depositare i 100 $ che gli ha regalato sua nonna, ma si renderà conto di quanto la crisi economica abbia colpito duramente la società. Randy comincia a predicare la povertà, accusando il popolo di aver speso il proprio denaro per frivolezze. Così, tutti a South Park cominciano a vestirsi con le proprie lenzuola, a nutrirsi di pane ed acqua e non utilizzare più la corrente elettrica. L'economia viene considerata come una sorta di Dio vendicativo di cui il Movimento per la Ripresa dell'Economia fondato da Randy ne è la religione.
Kyle però è contrario e tenta di far aprire gli occhi alla gente incitando tutti a spendere di più, attirando le ire del movimento di Randy. In questo modo Kyle diventa una sorta di Gesù moderno che letteralmente paga i debiti/peccati della società con la sua carta di credito. Intanto Stan cercherà di restituire la macchina per fare il margarita, Margaritaville, ribellandosi all'insensato consumismo americano. Passando dal negozio, alla compagnia di finanziamenti fino a Wall Street e al Dipartimento del Tesoro vedrà in azione i folli meccanismi dell'economia.

## Mangia, prega, scoreggia
- Titolo originale: Eat, Pray, Queef

### Trama
A causa di un programma televisivo di due gemelle canadesi, che metteranno in crisi anche il duo comico Trombino e Pompadour, la popolazione maschile e femminile, di South Park prima e dell'America poi, si troverà divisa sul flato vaginale.

## Bastoncini di pesce
- Titolo originale: Fishsticks

### Trama
Un giorno, dopo la scuola, Cartman si reca a casa di Jimmy trovandolo intento a scrivere delle battute per la sua nuova commedia. Cartman si offre volontario per aiutarlo restando però sul divano sgranocchiando patatine. Quando chiede se ha altro cibo in casa oltre alla frutta, Jimmy gli offre dei bastoncini di pesce. Da qui nasce la battuta a doppio senso:
Improvvisamente, grazie al passaparola, la battuta si diffonde in tutta la nazione. Con la crescente notorietà della barzelletta, Cartman si convince di esserne l'autore travisando ogni volta la realtà dei fatti. Intanto in un'intervista viene fatta la fatidica domanda sui bastoncini di pesce a Kanye West. Il rapper però prende sul serio lo scherzo e interpella un dottore per dimostrare pubblicamente di non essere un pesce, tantomeno gay. Ma tutti continuano a prenderlo in giro. Quindi, insieme ai suoi scagnozzi, pesta a sangue fino alla morte il comico Carlos Mencia, che nel frattempo ha mentito pubblicamente dichiarandosi l'autore originario della battuta.
Dopo che Jimmy e Cartman sono andati all'Ellen DeGeneres Show presentandosi come i veri inventori della barzelletta sui bastoncini di pesce, vengono rapiti da Kanye West. Cartman, dopo aver distorto la scena iniziale (in cui Jimmy inventeva la barzelletta) per ben tre volte, non ammetterà di avere un ego smisurato neppure in punto di morte, e anzi convince lo stesso Jimmy di avere un ego smisurato. Kanye West allora apparentemente capisce il doppio senso della barzelletta, e libera Eric e Jimmy. In realtà il rapper si è convinto di essere realmente un pesce gay e annuncia ai suoi collaboratori che tornerà "a casa". Dopodiché si tuffa in mare e la puntata si conclude con una parodia di una canzone di West, nel cui video Kanye, nuotando nella superficie marina, cerca altri "pesci gay".

## Pinewood Derby

### Trama
Randy aiuta Stan a partecipare a una gara di macchinine, il Pinewood Derby. Per vincere, Randy imbroglia, mettendo dentro la macchinina un magnete bipolare superconduttore (creato per essere utilizzato durante esperimenti sull'accelerazione di particelle) che aveva precedentemente rubato al Large Hadron Collider di Ginevra, sebbene le regole vietino espressamente di aggiungere niente che non faccia parte del kit consentito. La macchinina dei Marsh vince la gara e schizza nello spazio, raggiungendo la velocità di curvatura e creando una distorsione spazio-temporale. Attirato da questo, un criminale alieno arriverà a South Park, e chiede a Stan e Randy di costruirgli un nuovo motore a curvatura identico a quello della macchinina, mentre tiene l'intero pianeta sotto tiro. Tutti credono che i Marsh lo potranno fare usando solamente il kit approvato dal Pinewood Derby.
Stan cerca di persuadere Randy a dire la verità sul magnete rubato, ma Randy rifiuta perché non vuole sembrare stupido di fronte all'intera città. Mentre continuano a lavorare, una navicella della Polizia Intergalattica si avvicina alla Terra; McGee-zax camuffa la sua navicella rendendola invisibile e trascina Stan lontano dalla vista, lasciando gli abitanti della città a sviare le domande degli ufficiali finché non se ne vanno. Anche se gli agenti affermano che McGee-zax ha rubato una grande somma di "denaro spaziale" dalla Universal Bank, nessuno ammette di averlo visto.
Mentre Stan e Randy finiscono la macchinina, Randy convince un riluttante Stan a pugnalare McGee-zax con un coltello improvvisato, apparentemente uccidendolo. La navicella viene prontamente esplorata e i cittadini trovano un grosso mucchio di contanti spaziali rubati. Invece di chiamare la polizia intergalattica, Randy convince tutti a tacere e a dividere i soldi, comprando il silenzio dei leader mondiali dando anche a loro dei soldi spaziali. Quattro giorni dopo, mentre Randy sta cercando di mantenere la pace tra di loro, i due agenti atterrano nuovamente a South Park. Ora sanno per certo che McGee-zax è atterrato qui e Randy dice loro della sua morte, ma tutti negano di aver trovato i soldi spaziali - nonostante il Messico abbia improvvisamente costruito molti nuovi ospedali e parchi acquatici. Dopo che gli agenti se ne sono andati, Randy rimprovera il governo messicano per aver messo a repentaglio la loro copertura con queste enormi spese.
Apprendendo che la Finlandia sta per dire la verità alla Polizia Intergalattica, Randy persuade il resto del mondo a spazzarla via, bombardandola e il paese viene immediatamente distrutto in un attacco missilistico nucleare. La Polizia Intergalattica fa una terza visita per chiedere informazioni sulla distruzione della Finlandia, provocando finta incredulità dal mondo, che a sua volta fa scattare i sospetti degli ufficiali. A questo punto, Stan ne ha abbastanza, dice la verità sull'inganno al Pinewood Derby e restituisce il trofeo; tuttavia, nessun altro sul pianeta è disposto a confessare qualsiasi altra cosa sia accaduta.
Improvvisamente, McGee-zax emerge vivo e vegeto dalla nave degli ufficiali, avendo finto la sua morte in precedenza, e rivela che l'intera catena di eventi è stata una prova per vedere se la Terra fosse degna di aderire alla Comunità Intergalattica. Il denaro spaziale valeva solo quello che gli umani avevano deciso che valesse, e i terrestri sono stati controllati dagli alieni per vedere se avrebbero restituito il denaro anziché tenerselo. Se l'avessero restituito, la Terra sarebbe diventata un membro della Federazione dei Pianeti. Sfortunatamente per gli umani, hanno fallito perché hanno cercato di nascondere il fatto di aver tenuto i contanti spaziali. Come punizione per aver fallito questo test, la Terra e la Luna vengono permanentemente racchiuse in un gigantesco campo di forza cubico e isolate dal resto dell'Universo.
Tra i leader mondial che comunicano con Randy nell'episodio vi sono: il Primo Ministro del Regno Unito Gordon Brown, la cancelliera tedesca Angela Merkel, il presidente francese Nicolas Sarkozy, il presidente brasiliano Luiz Inácio Lula da Silva, il primo ministro italiano Silvio Berlusconi, il presidente della Cina Hu Jintao, il primo ministro del Giappone Tarō Asō, il presidente messicano Felipe Calderón, ed il primo ministro finlandese Matti Vanhanen. L'episodio ha ricevuto alcune critiche nel mondo per aver rappresentato dei capi di governo sbagliati: John Howard compare infatti come primo ministro dell'Australia, sebbene fosse stato sostituito con Kevin Rudd da almeno un anno e mezzo; inoltre, Vladimir Putin compare come Presidente della Federazione Russa, sebbene non occupasse più quella carica dal maggio 2008.

## Il Pirata Barbagrasso
- Titolo originale: Fatbeard

### Trama
Dopo aver letto nel giornale l'aumento dei casi di pirateria in Somalia, Cartman crede che l'era d'oro della pirateria sia tornata e decide di diventare anche lui un pirata. In mensa mostra il suo progetto ai compagni ed invita tutti coloro che non siano ebrei o rossi di capelli a unirsi al suo club di "Capitan Cartman" per poi trasferirsi in Somalia per fare i pirati. Con sua grande sorpresa, Kyle lo sostiene in questo progetto e si offre anche di pagargli il viaggio, ma quando Cartman e quelli che lo hanno seguito raggiungono la Somalia Kyle scopre di aver commesso un grave errore: i ragazzi che hanno seguito Eric sono Clyde, Kevin, Butters e, soprattutto, Ike; Kyle infatti aveva sostenuto Cartman perché sapeva quanto fosse stupida l'idea di vivere in Somalia, dove sarebbe quasi sicuramente morto, quindi parte a sua volta per riprendersi il fratellino.
Intanto Cartman e gli altri bambini raggiungono la Somalia e vanno subito dai pirati Somali per "lavorarci" assieme. I veri pirati ovviamente non capiscono le intenzioni dei bambini e li portano subito su una barca per usarli come ostaggi. In mare infatti si imbattono in una nave francese e minacciano di uccidere i bambini se non gli verranno dati €5000. Siccome i pirati parlano somalo, nessuno tra i bambini capisce la realtà della situazione, e quando il pagamento viene effettuato e loro vengono portati a bordo, subito cacciano l'equipaggio dalla nave usando la spada laser (finta) di Kevin. Tornano quindi dai veri pirati con la nave e Cartman prende il comando del gruppo, trasformando il locale nello stereotipo del covo dei pirati. L'equipaggio francese intanto contatta l'ONU, che decide di chiedere l'intervento della USN per salvare i bambini.
Grazie alla guida di Cartman, i pirati ottengono un incredibile successo, finché nel loro covo non giunge Kyle che esige di riavere indietro Ike. Cartman ovviamente crede che Kyle sia solo invidioso, e insiste che la Somalia è il paradiso, anche se ormai è l'unico a crederci: parlando con un pirata che conosce l'inglese gli altri ragazzi hanno capito che la vita del pirata è una vita di stenti e che loro erano fortunati a vivere in America, ma anche quando pure loro esprimono i loro dubbi Cartman insiste a rimanere e li minaccia grazie ai "propri" uomini. Proprio quando sembra che nulla possa fermare Cartman arrivano i cecchini dei SEALs, che uccidono tutti i pirati salvando i ragazzi.

## Morti celebri
- Titolo originale: Dead Celebrities

### Trama
Ike inizia a vedere i fantasmi dei vip americani morti nell'estate 2009. Si rivolge alla trasmissione televisiva "Ghost Hunters", ma i presentatori si rivelano incapaci. Ike viene ricoverato in ospedale dove il pediatra crede ai fantasmi e convoca una medium, che riesce a mettersi in contatto con i VIP morti. La situazione si complica nel momento in cui viene posseduto dallo spirito di Michael Jackson, che non accetta la propria morte e uccide la medium. Per convincere Michael Jackson ad accettare la propria morte i ragazzi pensano a soddisfare i suoi sogni irrealizzabili: essere un bambino, bianco e di sesso femminile. Essendo i primi due obiettivi già raggiunti, decidono di soddisfare il terzo travestendo Ike da bambina e facendolo partecipare ad un concorso di bellezza. Ike vince e viene liberato dalla possessione; i VIP morti possono partire per il loro ultimo viaggio, ma a differenza di quanto credevano, la loro destinazione è l'inferno.
L'abilità di Ike di vedere i fantasmi delle celebrità morte è una parodia del film thriller The Sixth Sense - Il sesto senso (The Sixth Sense, 1999) in cui Haley Joel Osment interpreta Cole Sear, un ragazzino che ha la capacità di vedere i morti. La stessa frase pronunciata ad un certo punto da Ike, "Io vedo i VIP che sono morti" (I see dead celebrities), è una citazione della famosa frase pronunciata dal bambino nel fim: "vedo la gente morta" (I see dead people). La medium con la voce molto acuta è invece un riferimento alla medium interpretata da Zelda Rubinstein nel film horror Poltergeist - Demoniache presenze (Poltergeist, 1982). Un altro film a cui si fa riferimento nell'episodio è L'esorcista (The Exorcist, 1973), quando la medium viene lanciata via dalla finestra.

## Le mignott-One di Butters
- Titolo originale: Butters' Bottom Bitch

### Trama
Butters viene deriso e umiliato da Cartman perché all'età di nove anni non ha ancora baciato una ragazza. Clyde Donovan gli comunica che una ragazzina di nome Sally Darson, dopo la ricreazione, si apparta dietro i capannoni per "vendere" baci al prezzo di 5 $. Stanco di essere considerato uno sfigato, Butters decide di incontrare Sally. Kyle intanto tenta di dissuaderlo perché ritiene che il primo bacio sia da preservare per un momento e una persona speciale e non qualcosa per cui pagare. Butters però è convinto a voler fare questa esperienza, quindi si agghinda per prepararsi all'incontro. Una volta comprato il bacio a stampo pensa di essere diventato un uomo, condizione che comporta anche grandi responsabilità come trovarsi un lavoro per mantenere la famiglia. Per guadagnare denaro decide quindi di fondare insieme a Sally, Asheley, Megan e Annie la "Compagnia del bacio", un inconsapevole racket di prostitute che però offrono solo servizi casti come baci per 5 $ e abbracci per 2 $. Questo giro d'affari attira l'attenzione della polizia che decide di mandare un proprio agente travestito da donna tra le "prostitute" per incastrare gli ignari clienti. Il sergente Harrison Yates, però, non avendo compreso la reale situazione, si apposta di notte in zone appartate attirando così veri clienti adulti. Butters viene a sapere da Stan e Kyle che chi organizza questo tipo di affari è chiamato "pappone", ma ingenuamente non ne comprende il significato negativo legato al sesso. Facendo delle ricerche su internet viene a conoscenza di un raduno di papponi a cui decide di partecipare per imparare i trucchi del mestiere. L'atteggiamento di Butters cambia completamente: comincia ad usare un linguaggio volgare intriso di maschilismo, ignaro di quanto sia sbagliato pagare in cambio di dimostrazioni d'affetto (o prestazioni sessuali). Butters dimostra grandi doti organizzative e suo il business attrae anche delle vere prostitute che si associano alla "Compagnia del bacio" attirate dal fatto che non vengono maltrattate come dai loro papponi, in più possono usufruire dell'assicurazione medica. Poiché il fatturato della società aumenta sempre di più, Butters si reca in banca per chiedere un finanziamento e per avere informazioni su quante tasse deve pagare. Candidamente Butters spiega in cosa consista la sua società, ma la funzionaria bancaria, insospettita, chiede il nome dei clienti venendo così a scoprire che tra questi c'è anche il senatore Morris. Prima che Butters e le sue ragazze vengano allontanate dalla funzionaria, il direttore della banca viene riconosciuto da Butters come un suo cliente e quindi accorda il mutuo per comprare il silenzio del giovane pappone. Il commissario intanto riesce ad entrare nel giro di Butters con il nome di Yolanda. Subito dopo, però, accetta la proposta di matrimonio fattagli dal precedente pappone e scappa con lui in Svizzera. Illuminato dall'amore di questi ultimi, Butters capisce che lo sfruttamento della prostituzione è sbagliato. Alla fine si scopre che il commissario ha fatto innamorare il pappone solo per poterlo arrestare.

## W.T.F.

### Trama
Dopo aver visto uno show della WWE, Cartman, Stan, Kyle, Kenny e i loro amici decidono di mettere su una propria federazione di wrestling.
L'episodio ruota intorno all'ambiguità in lingua inglese della parola wrestling: con essa gli anglofoni indicano sia l'omonimo sport-spettacolo sia la lotta libera. I ragazzi si rivolgono inizialmente ad un maestro di lotta libera, sport che viene qui rappresentato come un ambiguo spettacolo porno gay. Capito l'equivoco, insieme agli amici di scuola, allestiscono uno spettacolo: il wrestling viene quindi rappresentato come un mero spettacolo teatrale con improbabile storie inventate dai bambini (incentrate su tradimenti, omicidi, stupri, aborti) con protagonisti loro stessi; riescono così ad attirare sempre maggiore attenzione, fino ad arrivare al presidente della WWE, che assisterà al loro spettacolo finale per decidere quale dei bambini assumere come wrestler.
Nell'occasione, il maestro di lotta libera, licenziato dalla scuola per possesso di materiale porno gay (in realtà semplici registrazioni di incontri di lotta) di nascosto tenta in ogni modo di sabotarli: una volta scoperto racconta la sua storia, che attira subito l'interesse del pubblico. Il presidente della WWE decide così di assumere proprio lui: questo porta i ragazzi a litigare tra di loro e a combattere ferocemente tra di loro; a quel punto il pubblico presente si dice annoiato e se ne va.
Durante l'episodio Kenny combatte fingendosi un messicano nome di battaglia di el Pollo Loco e sembra essere ucciso da un razzo scagliato dal maestro di lotta: le rituali frasi "Oh mio Dio! Hanno ammazzato Kenny!" e "Brutti bastardi!" sono qui recitate in spagnolo da due tifosi messicani nel pubblico; nel finale si sente però Stan dire "Che ci fai qua, Kenny?".

## Vaffanculo, balene!
- Titolo originale: Whale Whores

### Trama
Per il suo compleanno, Stan viene portato dal padre al delfinario di Denver, dove assiste suo malgrado all'uccisione di tutti gli animali ospitati da giapponesi vestiti e armati come tradizionali samurai; si scopre che i giapponesi, compreso il Primo Ministro Yukio Hatoyama, nutrono un profondo (e apparentemente inspiegabile) odio verso i cetacei. Infatti il loro massacro non avviene solo in mare, ma anche nei parchi acquatici. Rattristato da ciò, Stan diventa un feroce attivista contro il massacro di balene e delfini da parte dei giapponesi. La caccia ai cetacei da parte di questi è fortemente parodistica proprio per i vestiti e le armi usate.
Cerca così di mobilitare le coscienze dei suoi amici per lottare contro queste stragi, ma inutilmente: si unisce perciò alla Sea Shepherd Conservation Society, viaggiando su una nave. Scopre però che gli attivisti fanno ben poco per risolvere il problema, limitandosi ad azioni dimostrative piuttosto ridicole e inefficaci. Quando i giapponesi uccidono il capitano della nave lanciandogli un arpione contro, Stan ne approfitta per guidare gli attivisti a una rivolta più concreta: usa un lancia razzi di segnalazione per distruggere la baleniera e viene nominato nuovo capitano. Lo show televisivo diventa campione di ascolti e Stan diviene così famoso in tutto il mondo, tanto da venire invitato al Larry King Live, il talk show di Larry King.
L'episodio prende a questo punto un'ulteriore piega parodistica: anziché chiedere a Stan della lotta contro lo sterminio dei cetacei, Larry King è più interessato ai motivi del suo successo mediatico. Anche Kenny ed Eric si unisco alla Sea Shepherd solo per sfruttare la notorietà fingendosi attivisti. Nella loro navigazione gli attivisti sono contrastati da una nave di pescatori di granchi che sono protagonisti di un reality show e sono gelosi del successo mediatico, che viene successivamente portata via dai cetacei. Tuttavia la nave viene distrutta da un attacco kamikaze di aerei giapponesi e solo Stan, Kenny e Cartman sopravvivono, venendo catturati.
Fatti prigionieri in Giappone, i ragazzi vengono portati dal primo ministro Hatoyama al memoriale del bombardamento atomico di Hiroshima, dove scoprono che gli Stati Uniti hanno fornito una falsa foto dell'Enola Gay in cui l'equipaggio è costituito da cetacei: i giapponesi si stanno quindi vendicando dei bombardamenti atomici di Hiroshima e Nagasaki. Non potendo rivelare loro la verità (per evitare che la vendetta si ritorca contro gli americani) Stan, con la complicità di Kyle, fornisce una nuova foto ritoccata dell'Enola Gay, dove l'equipaggio è costituito da mucche e polli. Da questo momento in poi i samurai cominciano a fare stragi in pollai e stalle: gli adulti commentano la circostanza dicendo che finalmente i giapponesi sono divenuti "persone normali", chiaro riferimento alla dieta carnivora occidentale.
Nel corso dell'episodio, Cartman canta Poker Face di Lady Gaga in due occasioni; nella prima mentre gioca a Rock Band con Kenny e Kyle. Trey Parker ha successivamente registrato l'intera canzone con la voce del suddetto personaggio e pubblicato tale cover come contenuto scaricabile per il gioco.

## La parola che inizia per F
- Titolo originale: The F Word

### Trama
A South Park i momenti di serenità vengono continuamente interrotti dall'assordante rumore dei motori delle Harley-Davidson in transito, i cui motociclisti fraintendono le espressioni facciali di stizza di chi si gira al loro passaggio con espressioni di ammirazione. Mentre escono da una tavola calda, Cartman si rivolge loro chiamandoli froci, dato che si vestono in modo strano e fanno casino avendo bisogno di attenzioni, come delle ragazzine di sedici anni. I motociclisti non danno peso a quello che Eric ha detto, essendo stato l'unico ad essersi lamentato e ad averli disprezzati. Tuttavia, mentre percorrono rumorosamente le strade di South Park per allontanarsi, anche il piccolo Ike e altri bambini della città li chiamano con quell'epiteto. Riflettendo arrivano alla conclusione che la generazione d'oggi li considera dei perdenti perché non fanno abbastanza rumore rispetto all'Xbox e agli apparecchi Dolby Surround di cui i ragazzi sono circondati. La situazione peggiora: i motociclisti percorrono le strade dotati non solo delle loro moto moleste, ma anche di sirene, galli canterini, corni e strumenti musicali vari. I bambini si radunano per decidere quali provvedimenti prendere, ma Butters è in disaccordo considerando le Harley-Davidson "fighe" ed esprimendo il desiderio di diventare un motociclista come loro da grande. Butters viene cacciato dalla riunione. Intanto i ragazzi decidono di scrivere sui muri e sui cartelloni pubblicitari della città insulti contro i bikers come "Fags Get Out" ("Andatevene froci").
Purtroppo Gran Gay Al e il signor Maso, mentre passeggiano mano nella mano, leggono i graffiti sui muri e pensano che siano rivolti a loro. Le autorità locali vengono avvertite dell'accaduto scoprendo tramite testimoni oculari che i colpevoli sono dei ragazzini delle elementari. Il sindaco e i professori riuniscono tutti i bambini nella palestra della scuola, esortando i colpevoli a confessare. Senza esitazione Stan, Kyle, Cartman e Kenny ammettono di essere gli artefici con il consenso di tutti i bambini della scuola. Gli adulti sono molto delusi perché pensano di aver educato dei piccoli omofobi, ma i bambini affermano di non riferirsi negativamente agli omosessuali, ma di usare la parola frocio semplicemente come insulto senza necessariamente riferirsi agli omosessuali. Intanto i motociclisti fanno ricerche in biblioteca non riuscendo a capire cosa li rende dei "froci", dato che nella storia questo termine cambia significato continuamente. I bambini riescono a far comprendere la propria interpretazione di questo termine solo quando vengono portati in tribunale. A South Park il termine "frocio", grazie anche agli attivisti gay, cambia ufficialmente significato riferendosi ai «bikers sulle loro rumorose e fastidiose Harley». Questo fatto però viene mal interpretato dalle autorità nazionali statunitensi perché sui dizionari il suddetto termine si riferisce ancora in modo denigratorio agli omosessuali. I ragazzi quindi tentano di far cambiare la definizione anche sui dizionari convincendo Emmanuel Lewis, capo dell'accademia. I motociclisti adirati interrompono la cerimonia, distruggendo tutto e compiendo atti violenti, non rendendosi conto di rientrare ancora di più nella definizione dell'appellativo che è stato dato loro. Senza più alcuna perplessità, Emmanuel Lewis rende ufficiale la modifica della definizione sui dizionari, che alla fine dell'episodio viene mostrata su sfondo nero:
Frocio [frò-cio] s.m. (pl. -ci)
n.1 - Persona estremamente fastidiosa e sconsiderata. Termine comunemente associato ai guidatori di Harley.
n.2 - Una persona che possiede o guida spesso una Harley.

## Balla coi Puffi
- Titolo originale: Dances with Smurfs

### Trama
L'annunciatore della scuola, un bambino di terza chiamato Gordon Stolsky, viene ucciso da un marito geloso, che lo ha scambiato con un uomo dal nome simile al suo. A sostituirlo nella sua mansione è Cartman, che soffia subdolamente il posto ad un talentuoso ragazzino di nome Casey Miller. Il bambino sfrutta il suo nuovo ruolo per aizzare gli alunni contro la rappresentante degli studenti, Wendy Testaburger, incolpandola dei vari problemi economici che affliggono la scuola e accusandola di promiscuità. Nonostante sia ovvio che le accuse sono inventate, molti studenti gli credono, soprattutto nel momento in cui la accusa di voler "uccidere i puffi". 
Wendy si rifiuta di dare importanza alle accuse contro di lei, ma questo convince ancora di più i sostenitori di Cartman della sincerità di quest'ultimo, che in breve tempo scrive "Balla coi Puffi": un libro con DVD in cui è mostrato come Wendy (nel video in realtà Eric palesemente travestito) abbia letteralmente distrutto il villaggio dei puffi per rubare le puf-bacche. A questo punto il corpo docenti chiede a Cartman di smetterla, imponendogli di limitarsi a leggere gli annunci e cercando anche di spiegargli che il ruolo di rappresentante degli studenti non è un ruolo così importante, ma lui li accusa di essere corrotti e comincia a fare gli annunci al di fuori della scuola.
Quando gli studenti che credono a Cartman manifestano di fronte alla casa di Wendy, quest'ultima accetta di andare ad un dibattito con il compagno per risolvere la cosa. Lui cerca subito di metterla alle strette facendole domande sul presunto genocidio dei puffi, ma lei lo spiazza confermando le accuse ma anche accusandolo di essere stato coinvolto nel piano, spingendo i puffi a non andarsene e obbligando la scuola a sterminarli. Eric va su tutte le furie, soprattutto quando scopre che Wendy ha a sua volta scritto un libro sulla loro "vicenda" e che ne ha venduto i diritti a James Cameron, con cui egli ha diretto il proprio film, rubando l'idea a Cartman. Infine Wendy si dimette e nomina Cartman nuovo rappresentante degli studenti, sconfiggendolo su tutti i fronti. Infatti, come avevano detto gli insegnanti, il nuovo ruolo è del tutto privo di importanza, quindi Eric può soltanto compierne le inutili mansioni, senza poter più fare gli annunci, ora letti da Casey Miller, il quale critica aspramente Eric come presidente di classe.

## Pipì
- Titolo originale: Pee

### Trama
Nel parco acquatico di South Park viene raggiunto il livello critico di pipì nell'acqua e si scatena una catastrofe, mentre Cartman è ossessionato dal fatto che le minoranze etniche si stiano impadronendo del parco.